# Hooligans
Hooligans (počeštěný tvar „chuligáni“) je dnešní označení pro radikální (především fotbalové) fanoušky. Svůj původ má v Anglii, kde původně označovalo výtržníky a gangy obecně, původ samotného slova je vysvětlován více způsoby (buď z irského Hooley, označující divokost, ze jména stejnojmenného gangu, a konečně dle rodiny Hooliganů, která proslula svým terorem v Londýně).

## Současnost
V současné době se s výrazem Hooligans setkáváme především při pojmenovávání radikálních fanoušků, kteří se organizují za účely střetů s fanoušky ostatních fotbalových klubů, a vytvářejí tak skupiny, které fungují na principu pouličního gangu. Často jsou za hooligany označování i členové tzv. „ultras“ skupin, kteří často nemají s násilím na a mimo stadiony nic společného a starají se pouze o fanouškovské choreografie během zápasu. Propojenost ultras a hooligans skupin jednotlivých klubů je pokaždé jiná, někde se vzájemně prolíná, zatímco jinde mohou vůči sobě oba tábory vystupovat nevraživě. Ke zmatení těchto pojmů v českém prostředí přispívá i skutečnost, že některé skupiny chuligánů mají slovo ultras ve svém názvu.

## Smysl a důvody vzniku hooligans skupin
Smyslem hooliganských skupin často nebývá klasické fandění svým klubům, respektive je toto fandění přeneseno do zcela jiných sfér, kdy „zápas“ v pojetí hooligans skupin není samotné utkání, ale bitka mezi gangy soupeřících sportovních týmů. Často je označována jako tzv. „Třetí poločas“ sportovního utkání. Často se tedy může stát, že jednotlivé hooligans skupiny ani na zápas nedorazí a své „utkání“ realizují zcela mimo čas sportovního klání. K dřívějším bitkám a výtržnostem přímo na stadionech se tak v poslední době přidaly smluvené srazy znepřátelených skupin, které se, především z důvodu utajení před policií, konají mimo stadion a paradoxně tak vzniká jakýsi „sport“ ve sportu, ve kterém jsou soupeři předem domluveni nejen na místě, ale často i na počtu účastníků, formách boje (beze zbraní, bez dokopávání ležících rváčů atp.). Je pochopitelné, že veřejností a policií je činnost hooligans skupin chápána jako vysoce riziková, ačkoliv mnoho členů hooligans skupin bere za protivníky čistě jen jiné gangy a mezi „normálními“ fanoušky výtržnosti nevyvolává.

## Struktura a organizace
Struktura hooligans gangů je podobná gangům pouličním či menším organizovaným skupinám prakticky čehokoliv. Tj. jasně určené vedení (staří či zakládající členové gangu) společně s již nějakou dobu fungujícím jádrem, doplněné „náborem“ mladých sympatizantů. Tak může skupina fungovat i několik let, neboť odcházející, či „vysloužilí“ členové jsou nahrazování stále novými. Kvůli drobným názorovým rozporům, či jen kvůli tomu, z jakého prostředí vznikají, je obvyklé, že k jednomu klubu se hlásí hned několik hooliganských skupin, které spolu v drtivé většině spolupracují a navenek vystupují jako jeden celek „reprezentující“ svůj klub. Další možností je, že se spojí i dva různé celky z jiných sportovních klubů do tzv. „koalice“, a společně bojují proti třetí straně, která je reprezentována buď nenáviděným klubem, či jinou koalicí. Je běžné, že celky v koalici se poté utkají při měření sil svých vlastních klubů. Z fotbalového chuligánství se tak stal velký fenomén, jednotlivá uskupení mohou být vysoce organizována, mezi (i znepřátelenými) tábory funguje jakási diplomacie, existují různé pakty o neútočení - smíry - nebo dokonce tzv. družby, často na mezinárodní úrovni (v Česku především s hooligans z Polska a Slovenska), kdy se družební kluby vzájemně podporují při rvačkách, vychází řada časopisů a zinů, existuje nepřeberné množství internetových stránek, ať přímo jednotlivých skupin, či jen stránek na toto téma, jednotlivé tábory si sdělují reporty z proběhlých bitek a existuje i žebříček klubů na téma chuligánství. Ač se to může zdát paradoxní, existují i určitá nepsaná pravidla, která jen dokazují organizovanost a domluvu mezi skupinami namísto náhodného chuligánství. Jedná se především o chování před policií, vyznávání "fair play" v boji, někteří chuligáni též považují za prohřešek napadání normálních fanoušků, či útěk z boje (či před jeho zahájením). O tom, že je fotbalové chuligánství plné paradoxů, svědčí i to, že mezi rváči je nemalé procento vysokoškolsky vzdělaných či pracovně úspěšných lidí a zároveň i plno těch, pro které jsou rvačky jediným životním cílem.

## Otázka neonacismu
Propojení hooligans a neonacismu je častým motivem reportáží o tomto problému. Hooligans bývají nejčastěji neonacisticky nebo apoliticky založeni, nicméně existují i skupiny s levicovými názory. Některé skupiny se ani příliš netají svými neonacistickými postoji a jejich vystupování je ovlivněno především touto ideologií.

## Hooligans v Česku
V Česku se o fenomén hooligans ve větší míře začala veřejnost zajímat až v 90. letech, často se bohužel stávalo a stává, že reportáže byly psané pouze v touze po senzaci a bez hlubších znalostí problému - na míru pořadu či konkrétnímu titulu a byla v nich řada nepřesností. Nicméně fakt, že společnost musela začít s tímto fenoménem počítat, přispěl k tomu, že hooligans začali být více postihováni za svoji činnost a začala být přijímána opatření, která zvedla procentuální úspěšnost úspěšné ochrany normálních fanoušků. Problému chuligánství se věnovalo i několik dokumentů a dokonce i filmů, kromě filmu Proč? to byl také tragikomičtější Non plus ultras.
Hooligans se stali novou subkulturou, pomalu se dá říci až životním stylem, kromě zmíněných zinů existuje i řada hudebních skupin, čistě se orientující na hooligans styl či značek oblečení. Obecně se dá říci, že pro některé chuligány je to i smysl života, ve kterém původní záminka fotbalu hraje nepatrnou roli. Mezi největší chuligánské tábory patří Baník Ostrava, Sparta Praha, Slavia Praha, Zbrojovka Brno, Viktoria Plzeň a Opava. Čtyři z těchto šesti klubů mají "družbu", neboli přátelství se zahraničním klubem - u Opavy jsou to kluby z Polska (Śląsk Wrocław), Brno spolupracuje s Austrií Vídeň, do roku 2020 také se Slovanem Bratislava. Baník Ostrava má velmi dobře fungující družbu s GKS Katowice a obnovenou družbu se Spartakem Trnava. Slavia Praha zase nedávno navázala přátelské vztahy s polskou Zagłębií Sosnowiec. Sdružené tábory se doplňují při zápasech a vytváří tak více početné a schopné ekipy. Ve zbytku českých klubů chuligánské tábory pokulhávají kvalitou.

### Družby a přátelství českých hooligans
- FC Baník Ostrava - družba s polským GKS Katowice, Spartak Trnava (obnovená družba), přátelství s týmy ROW Rybnik a Gornik Zabrze (oba polské týmy mají družbu s GKS Katowice)
- Slezský FC Opava - družba s polským Śląskem Wrocław
- FC Zbrojovka Brno -družba se slovenským Slovanem Bratislava, přátelství s Viktorií Plzeň
- Bohemians Praha 1905 - družba s Pardubicemi, Podbeskidzie Bielsko–Biała.
- FK Jablonec - družba s polským týmem Jelenia Gora, Slovanem Liberec (Chaotix) a s Baníkem Most
- FC Slovan Liberec - družba s FK Jablonec (pouze Chaotix) a Baníkem Most ,přátelství s KSZO Ostrowiec
- FC Viktoria Plzeň - nemá žádnou družbu, přátelství se Zbrojovkou Brno a hokejovým Zubrem Přerov
- SK Sigma Olomouc - družba se Slováckem, přátelství se slovenským Púchovem a Prostějovem
- 1. FC Slovácko - družba se Sigmou Olomouc
- FC Hradec Králové - družba s Trutnovem, přátelství s Mladou Boleslaví
- FK Pardubice - družba se Sokolem Živanice a Bohemians
- FK Mladá Boleslav - nemá žádnou družbu, přátelství s Hradcem Králové
- FK Viktoria Žižkov - nemá žádnou družbu, přátelství se Spartou Praha a polskou Cracovií (jedinci)
- FK Teplice - družba s Duklou Praha (pouze Sektor 15)
- FK Dukla Praha - družba s Teplicemi (pouze se Sektorem 15)

### Nepřátelství v ČR
- 1. FC Slovácko - se Zlínem
- AC Sparta Praha - se Slavií, Baníkem Ostrava, Zbrojovkou Brno, Viktorií Plzeň a Bohemians
- SK Slavia Praha - se Spartou, Bohemians, Viktorií Plzeň a Baníkem Ostrava
- SFC Opava - s Baníkem Ostrava, oběma pražskými "S"
- Bohemians Praha 1905 - s oběma pražskými "S", Sigmou Olomouc a Hradcem Králové
- FC Zbrojovka Brno - s oběma pražskými "S" a Baníkem Ostrava
- FK Jablonec - se Slovanem Liberec (pouze Supras Unisono) a Mladou Boleslaví
- FC Slovan Liberec - s FK Jablonec (pouze Supras Unisono) a oběma pražskými "S", Teplice (pouze Chaotix)
- FC Viktoria Plzeň - s oběma pražskými "S" a Dynamem České Budějovice
- SK Dynamo České Budějovice - s oběma pražskými "S" a Viktorií Plzeň
- SK Sigma Olomouc - s Baníkem Ostrava a Bohemians
- 1. FC Slovácko - se Zlínem a Baníkem Ostrava
- FC Hradec Králové - s Pardubicemi, Bohemians a Slavií
- FK Pardubice - s Hradcem Králové a Chrudimí
- FC Fastav Zlín - se Slováckem, Sigmou Olomouc a Spartou Praha
- FK Mladá Boleslav - s FK Jablonec, Bohemians a Pardubicemi
- FK Viktoria Žižkov - se Slavií Praha,Bohemians a Baníkem Ostrava
- FK Teplice - s Jabloncem
- FK Dukla Praha - se Slavií Praha

### Reprezentační smír
Koncem devadesátých let se na zápasech České fotbalové reprezentace začali chuligánské skupiny napříč celou republikou spolupracovat. V čele této skupiny byly především chuligáni Baníku, Sparty a Brna. Roku 1999 odešel z reprezentační smíru Baník a tím de facto celý reprezentační smír skončil, i když ještě dalších pár let spolu různé chuligánky společně fandili na zápasech České reprezentace a stavěli se proti ostravským chuligánům. Nový reprezentační smír už i s účastí Baníku vznikl díky projektu Vlajkonoši, který má za cíl sdružit všechny aktivní fanouškovské i chuligánské tábory při zápasech České fotbalové reprezentace do 21 let. Velkou akcí tohoto reprezentačního smíru bylo Euro U21 2017 konané v Polsku, kde se tato repre koalice ukázala ve velkých počtech a zanechala velký dojem napříč Evropou. Na zápasy reprezentačního A týmu tento smír neoficiálně opět začal během fotbalových zápasů s Anglií a Kosovem, kde spojili své síly velké množství klubů napříč republikou a napadali příznivce Anglie resp. Kosova.

## Filmy
- Proč?
- Non plus Ultras
- Hooligans
- Hooligans
- Horem Pádem
- Cass
- Příběh gangstera: Nástup k moci
- Okolo Futbola

## Magazíny
- Football Factory
- Bazal (fanouškovský zin Baníku Ostrava)
- Nord Zin (fanouškovský zin Jablonce)
- To my Kibice (Polsko)